# Piotrusia

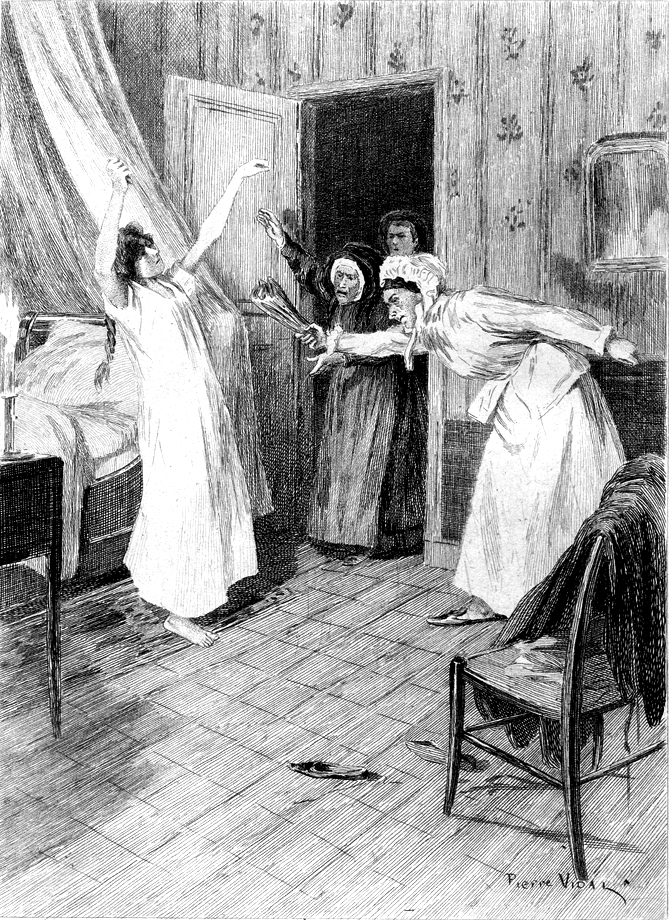
Piotrusia

Piotrusia (oryg. fr. Pierrette) – powieść Honoriusza Balzaka z cyklu Komedia ludzka, po raz pierwszy opublikowana w 1840. Stanowi część Scen z życia prowincji. Została zadedykowana Ewelinie Hańskiej.
Powieść na język polski przełożył Julian Rogoziński. W publikowanych przez wydawnictwo Czytelnik przekładach Komedii ludzkiej tekst ten został zamieszczony w tomie VIII, Warszawa 1958.

## Treść
Akcja utworu rozgrywa się w czasach Restauracji Burbonów w miasteczku Provins. Piotrusia Lorrain, sierota, wychowywana do tej pory przez dziadków, zostaje z powodu finansowej ruiny tych ostatnich oddana pod opiekę starszemu od siebie kuzynostwu. Rodzeństwo Sylwia i Hieronim Dionizy Rogron to stara panna i stary kawaler, sfrustrowani z powodu życiowych niepowodzeń, są w relacjach międzyludzkich osobami wyjątkowo oschłymi i nieprzychylnymi. Zmuszana do ciężkich prac domowych, maltretowana fizycznie i psychicznie Piotrusia ciężko zapada na zdrowiu, chociaż jest szczęśliwie zakochana w Jakubie, młodym robotniku. Fakt, iż jej osobę starają się wykorzystać ludzie pragnący w rzeczywistości przejąć niewielki majątek Rogronów uniemożliwia udzielenie jej pomocy. Kiedy za sprawą doktora Bianchona Piotrusia otrzymuje wreszcie odpowiednią opiekę lekarską, jest już za późno i młoda dziewczyna umiera.

## Cechy utworu
Piotrusia należy do najbardziej pesymistycznych utworów Balzaka, ukazujących ciemne strony natury ludzkiej we wszystkich sferach: zarówno prywatnej, czego dotyczy główny wątek powieści, jak i publicznej, związanej z polityką i bogaceniem się, czemu służy z kolei rozbudowane tło obyczajowe utworu (rywalizacja między lokalnymi liberałami i konserwatystami). Pisarz nie stosował w Piotrusi żadnych eksperymentów formalnych; prosta forma utworu zwiększa siłę jego oddziaływania. Przesłanie dzieła nie ma pozostawiać żadnych złudzeń co do losu ludzi uczciwych w społeczeństwie skonstruowanym tak, jak społeczność prowincji francuskiej czasów Balzaka; osoba całkowicie bezbronna i prostolinijna musi zginąć – w tym wypadku wręcz dosłownie. Taki opis tragedii rozgrywającej się w środowisku pozornie zwykłych ludzi, na „spokojnej” prowincji, jest wspólną cechą utworów wchodzących w skład tego członu cyklu (pod tym względem Piotrusia przypomina zwłaszcza Proboszcza z Tours). Balzak krytykuje również na łamach powieści staropanieństwo jako stan nienaturalny, prowadzący do rozwoju negatywnych cech ludzkiej psychiki wynikłych z utajonych kompleksów i niezrealizowanych namiętności.